# Mbye Jarra
 Mbye Babou Jarra (Niumi, 21 de maio de 1999) é um jogador de vôlei de praia gambiano, que conquistou a medalha de ouro nos Jogos Pan-Africanos de 2019 no Marrocos.

## Carreira
Em 2018  ao lado de Sainey Jawo conquistou o título do Campeonato do Catar Sub-19 em 2019 terminou com o terceiro lugar representando o Al Sadd Sports Club. 
Formou dupla com Sainey Jawo em 2019 e disputaram os Jogos Pan-Africanos sediados em Rabat derrotando na final os anfitriões e obtendo a inédita medalha de ouro, vendo em Gâmbia a etapa da  Continental Cup CAVB, Grupo 2 (Kololi) de 2019 e repetindo o feito em 2020 na segunda fase do grupo C, e também na segunda fase em Marrocos, e no Continental Cup CAVB Finals, terminaram na quarta posição em 2021.Em 2022 disputou a edição do Campeonato Mundial realizado em Roma com Sainey Jawo.

## Títulos e resultados
- Continental Cup CAVB:2022